# Monango
Monango è un centro abitato (city) degli Stati Uniti d'America, situato nella Contea di Dickey nello Stato del Dakota del Nord. Nel censimento del 2000 la popolazione era di 28 abitanti. La città è stata fondata nel 1886.

## Geografia fisica
Secondo i rilevamenti dell'United States Census Bureau, la località di Monango si estende su una superficie di 0,90 km², tutti occupati da terre.

## Popolazione
Secondo il censimento del 2000, a Monango vivevano 28 persone, ed erano presenti 7 gruppi familiari. La densità di popolazione era di 30 ab./km². Nel territorio comunale si trovavano 18 unità edificate. Per quanto riguarda la composizione etnica degli abitanti, il 100% era bianco.
Per quanto riguarda la suddivisione della popolazione in fasce d'età, il 25,0% era al di sotto dei 18, il 3,6% fra i 18 e i 24, il 25,0% fra i 25 e i 44, il 17,9% fra i 45 e i 64, mentre infine il 28,6% era al di sopra dei 65 anni di età. L'età media della popolazione era di 43 anni. Per ogni 100 donne residenti vivevano 86,7 maschi.